# Cal Franquesa (Pujalt)
Cal Franquesa és una obra de Pujalt (Anoia) protegida com a Bé Cultural d'Interès Local.

## Descripció
L'hospital es va instal·lar al costat dret de l'església de la Puríssima. Allà també hi vivien els metges que hi treballaven. És situat al centre de la població on també hi havien altres infraestructures que formaven l'engranatge civil i militar de Pujalt.

## Història
Durant la guerra civil de 1936-39 s'instal·là a Pujalt la base d'instrucció militar del 18è cos d'exercit republicà.